# Chelato Uclés
José de la Paz Herrera Uclés (Soledad, Honduras, 21 de noviembre de 1940-Tegucigalpa, Honduras, 28 de abril de 2021), conocido como Chelato Uclés, fue un entrenador de fútbol y político hondureño.
Es considerado uno de los mejores entrenadores en la historia del fútbol hondureño por la mayoría de aficionados, entrenadores, jugadores, y por la prensa deportiva. Capacitado como director técnico de fútbol en Buenos Aires, Argentina en 1969 logró su primer título de Liga Nacional en 1974 con el Real Club Deportivo España. 
En 1980, José de la Paz Herrera más conocido como Chelato Uclés, fue contratado por la Federación Nacional de fútbol de Honduras para dirigir el proceso clasificatorio rumbo al mundial de España 1982. Luego de lograr la clasificación al mundial de fútbol y de su exitosa presentación en el mismo, Chelato Uclés siguió al frente de la selección hondureña en los procesos rumbo a México 1986 e Italia 1990. 
Su amplia participación como técnico en la Liga Nacional de fútbol de Honduras, lo llevó a ganar un total de 5 títulos nacionales y 6 subcampeonatos con diferentes clubes de la Liga Nacional, superado únicamente por el entrenador, Carlos Padilla Velásquez. Además, de dirigir en Honduras, fue entrenador del Santos de México y la selección absoluta de Belice. En su última etapa era el DT del equipo de segunda división hondureño Olimpia Occidental.

## Biografía

### Sus inicios
José de la Paz Herrera, más conocido como Chelato Uclés, nació el 21 de noviembre 
de 1940 en Soledad, departamento de El Paraíso al sureste de la República de Honduras. En este pequeño pueblo, Chelato creció según sus propias palabras, "en medio de una pobreza extrema", por lo que a veces tuvo que usar "caites" en vez de zapatos.
Desde Soledad, su familia se mudó hasta Comayagüela. En esta ciudad, Chelato estudió en el instituto Central Vicente Cáceres y en la Academia Militar donde alcanzó el grado de bachiller. Fue precisamente en esta ciudad, donde Chelato entró en contacto con el fútbol por primera vez. Luego confesó que se dedicó a este deporte porque en su tiempo, era un deporte no solamente fácil; pero barato de practicar, en comparación al béisbol; que durante esa época tenía gran popularidad entre los hondureños.
Su apodo (Chelato) viene de un amigo de la infancia llamado Danieri Flores a quien Chelato intentó ponerle el apodo de Danilerato; de allí repentinamente este le respondió con Chelato, y fue así como se quedó con el sobrenombre a través del cual se hizo famoso. En su vida personal destaca el hecho que Chelato procreó 6 hijos, a pesar de que nunca contrajo matrimonio. Dos de sus hijos han estado ligados al deporte. Uno de ellos se desempeña como dirigente de fútbol y el otro es periodista deportivo.
Chelato se capacitó como director técnico de fútbol en Buenos Aires, Argentina. El título oficial emitido por la AFA, que lo acredita como entrenador lo obtuvo en el año de 1969. Ese mismo año, más precisamente, el 14 de diciembre de 1969, Chelato Ucles debutó en como entrenador en la Liga Nacional de fútbol de Honduras dirigiendo al Club Deportivo Motagua. 

El 20 de febrero de 2005, Chelato Uclés resultó ganador en las elecciones internas del opositor Partido Liberal de Honduras (PLH). Una vez terminada su participación con la selección de Honduras en la Copa Oro de 2005, anunció su decisión de abandonar el fútbol para dedicarse de lleno a la política. Chelato Uclés recorrió parte del país con el fin de conseguir una diputación por su partido. En ese entonces declaró, "Hay muchas cosas que se pueden hacer por los pobres".
Una vez finalizadas las elecciones y el conteo de las mismas, Chelato se convirtió en el cuarto diputado más votado, al obtener la cantidad de 200.000 mil votos. Todo ello a pesar de haber desarrollado una campaña bastante modesta, con solo un anuncio por televisión. Para despejar rumores de alguna ayuda en las elecciones, Chelato aseguró que no había comprado su diputación. Que lo había logrado visitando “barrios caminando y llegando a lugares donde nadie se metía.” Una vez terminado su periodo como diputado, regreso a la actividad futbolística.

## Torneos de liga nacional

### Debut y primer título
En 1969, el profesor Chelato Uclés hizo su debut como entrenador de Liga Nacional al mando del Club Motagua de Tegucigalpa. Finalizado su primer partido, el Motagua derrotó al Victoria de La Ceiba (5-3). En su primera temporada, Uclés logró el subcampeonato con un récord de 27 juegos disputados, 13 ganados 9 empatados y 5 perdidos y un rendimiento de 47 por ciento. Al siguiente año, Chelato pasó a ser el técnico del equipo más popular del país, el Club Olimpia de Tegucigalpa.

En su primera temporada (1970) con este equipo, Uclés también se adjudicó el subtítulo, luego de haber acumulado 37 puntos en 27 juegos. Con este equipo, ganó 16 perdió 6 y empató 5 para un rendimiento del 50 por ciento. Para la siguiente temporada, Uclés continuo con el C.D. Olimpia, pero fue separado después de la segunda vuelta. Ese mismo año pasó a ser el adiestrador del Real España de San Pedro Sula.
Con el Real España, Uclés encontró la estabilidad que necesitaba, para llevar a cabo un proceso largo. Este proceso dio sus frutos en 1974, cuando su equipo terminó la temporada regular, con un balance positivo del 54 % (tercer lugar). De esta manera, el Real España se clasificó a la postemporada que consistía de una cuadrangular.).
En esa cuadrangular, enfrentó al Olimpia, Motagua y Marathón. Al término de esta competencia, el equipo de Uclés, finalizó primero y se enfrentó en la gran final, al Motagua primer lugar de la temporada regular. En la gran final, el España se coronó campeón al derrotar a su oponente 1-0 con gol de Antonio "Gato" Pavón Molina. Este logro significó el primer título para Chelato Uclés, para esta institución, y para la ciudad de San Pedro Sula.

### El modesto Broncos
Luego de lograr su primer título, José de la Paz Herrera (Chelato) dirigió al Real España hasta la temporada 1975/76. Esa misma temporada pasó a ser el técnico del C.D. Marathón, equipo al cual dirigió hasta la temporada 1977/78. Luego pasó a dirigir al modesto equipo, Broncos de Choluteca. Con este equipo, el profesor Uclés obtuvo buenos resultados y lo llevó a ser uno de los protagonistas de la Liga Nacional. En sus primeras temporada con el Broncos lo clasificó a la postemporada (liguilla).
En 1980 Uclés, dejó la Liga Nacional y se convirtió en el director técnico de la selección de fútbol de Honduras. En 1983/84 dirigió al modesto equipo de la Universidad. A este club lo dirigió en 36 partidos, ganó 13, empató 14 y perdió 9 (40 puntos) para un rendimiento de 55 por ciento. Estos números fueron suficiente para que la Universidad lograse su primer subcampeonato de Liga Nacional.
En 1987 regresa al Club Marathón y lo lleva a ocupar el sub liderato de la Liga. Dos temporadas después (1992/93), pasa a ser el técnico del C.D. Olimpia y termina ganando el campeonato. En 1995 el profesor Uclés regresó a dirigir a otro equipo modesto, el Club Independiente de San Pedro Sula al cual salvó del descenso. Posteriormente, dirigió de nuevo al Club Deportivo Olimpia al cual hizo campeón, al derrotar al C.D. Platense en la final con agregado de 4-1.
Para el clausura 2000/01, Chelato Uclés se hizo nuevamente cargo del Club Deportivo Marathón. Al momento de su llegada declaró "Sería lindo salir de Marathón siendo campeón.” Fueron palabras optimistas del profesor Uclés para un equipo que en ese momento atravesaba una situación crítica y peleaba por no descender. Con este equipo logró el tercer lugar y el subcampeonato respectivamente.
Sin embargo, al final del torneo Clausura 2001/02, Chelato Uclés cumplió su palabra y el equipo verdolaga ganó el título, al vencer en la final al Club Deportivo Olimpia con un agregado de 4-2. No obstante, Uclés se retiró en el 2002/03 porque quería ser "bien recordado” por San Pedro Sula, por ser campeón con los dos equipos, en Real España por primera vez y en Marathón.

### Clausura 2003/04
En 2003, Chelato volvió al Olimpia, equipo con el cual finalizó en la segunda posición. Pese a no haber logrado el título, la directiva del Olimpia lo mantuvo en el cargo para el siguiente torneo. Esta decisión, concluyó en resultados positivos, al coronarse campeón del torneo Clausura 2003/04 - en una final diputada en el estadio Nacional de Tegucigalpa. En aquella oportunidad, el C.D. Olimpia se impuso al Club Deportivo Marathón de San Pedro Sula por marcador de 1-0. 
Luego de lograr su quinto campeonato con el Olimpia, Chelato Uclés se convirtió en el segundo entrenador con más títulos de Liga Nacional solamente por debajo del entrenador Carlos Padilla Velásquez (6). Durante los años 2007-2012, Uclés regresó a dirigir sin éxito alguno, a los equipos sampedranos, C.D. Marathón y Real España.
Con este último equipo, Chelato presentó su "renuncia irrevocable" en septiembre de 2012, a la junta directiva luego de haber dirigido en once partidos en los cuales ganó 5 y perdió 6, totalizando 15 puntos. "En el último partido que dirigió al Real España... "Chelato", perdió 4-2 frente al Vida, en el inicio de la undécima jornada..."
El entrenador del Real España que venía siendo duramente criticado por el bajón sufrido por el equipo en las últimas semanas, no resistió a las presiones de los aficionados y prefirió renunciar. "Les reconocí a los jugadores el esfuerzo que habían hecho y que son esas malas noches que tenemos en la vida", agregó Herrera, que en mayo pasado" había remplazado al argentino Mario Zanabria.

## Selección nacional

### Primera selección
En 1980, Chelato Uclés fue contratado para clasificar a Honduras a su primer mundial. En la etapa preliminar, en un camino largo y espinoso, a la selección hondureña le tocó eliminarse con las naciones centroamericanas. En la etapa final (hexagonal), la selección de Honduras recibió a cinco otras selecciones en estadio nacional Tiburcio Carías Andino de Tegucigalpa. Para el torneo pre-pre-mundialista centroamericano y posteriormente para la etapa final el técnico Uclés, juntó una selección tomando como base a jugadores del Real Club Deportivo España y a los jugadores provenientes del Mundial Juvenil de Túnez 1977. 
En esta eliminatoria, Honduras comenzó de visita derrotando a Panamá 2-0, el 30 de julio de 1980. El 1 de octubre también de visita, venció a Costa Rica 3-2, equipo con el cual empataría de local 1-1. En ese mismo mes, recibió a Guatemala y empató 0-0. En los juegos contra El Salvador perdió de vista 1-2 y ganó en Tegucigalpa 2-0, el 30 de noviembre. 
El juego decisivo para Honduras fue contra Guatemala, el 7 de diciembre de 1980. En aquella oportunidad, el seleccionado comandado por Chelato Uclés, venció en un dramático partido a los "Chapines" 1-0, con gol del delantero Jimmy Bailey y una gran actuación del guardameta Jimmy Stewart que lo tapó todo. Este triunfo, significó la clasificación de Honduras a la ronda final (Hexagonal), rumbo a España '82.

### Hexagonal final (1981)

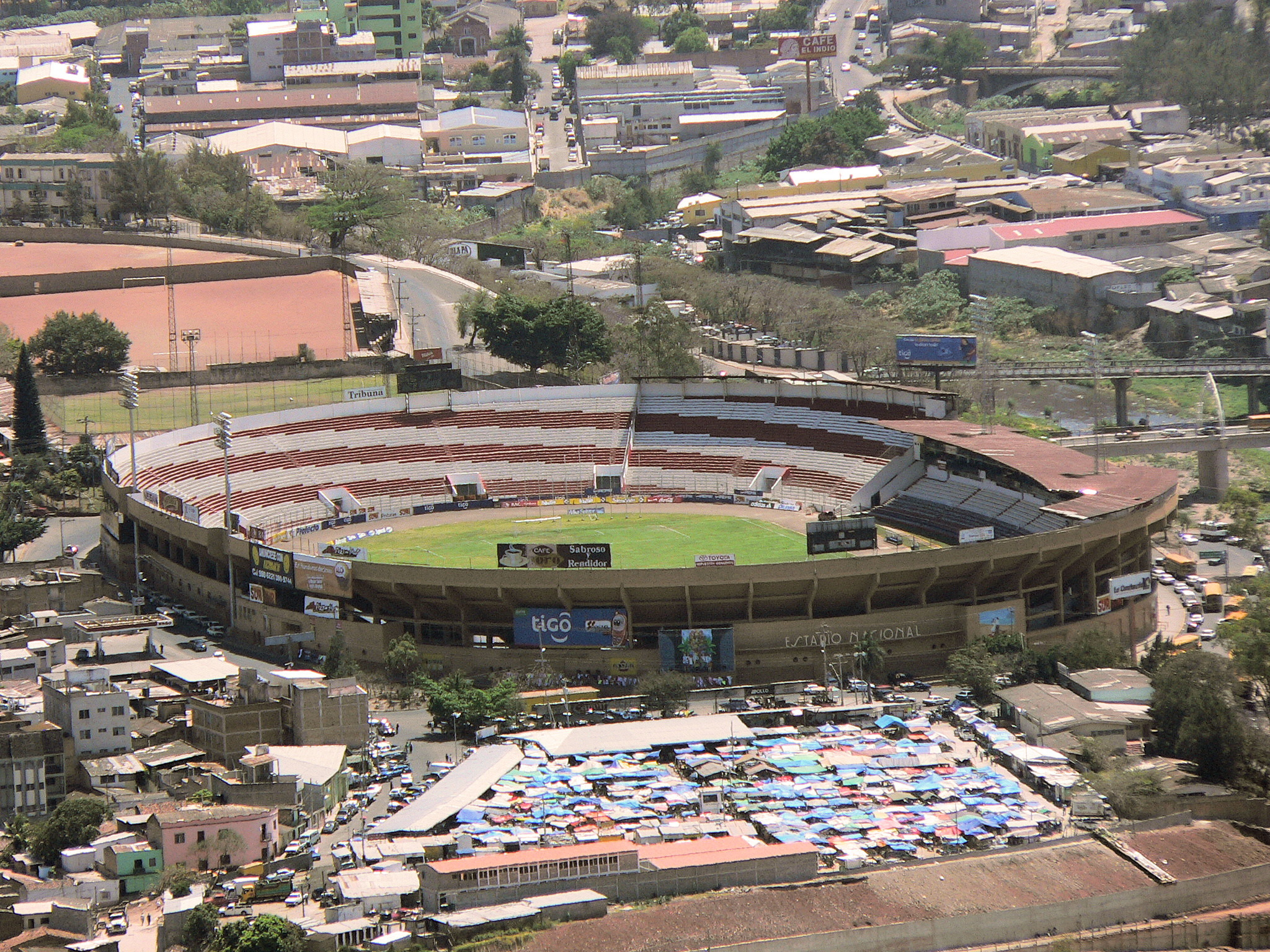
Estadio Nacional de Tegucigalpa: Sede de la Eliminatoria de Concacaf, 1981.

Una vez concluida la fase preliminar, Honduras recibió la sede de la Hexagonal final. Esta se llevó a cabo, en el estadio Tiburcio Carías Andino de Tegucigalpa. En este torneo, Honduras tuvo como rivales a México y a Canadá por la zona norte. Ambos, habían dejado en el camino a la selección de los Estados Unidos, en una eliminatoria jugada entre el 18 de octubre y el 23 de noviembre de 1980. Por la zona del Caribe, Honduras enfrentaría a Haití y Cuba y al otro representante de centroamericano, El Salvador. 
En su partido inaugural jugado 3 de noviembre de 1981, la selección de Chelato Uclés derrotó contundentemente a la selección haitiana por 4-0. El 8 de noviembre se deshizo de la selección de Cuba por 2-0, y el 12 de ese mismo mes, derrotó a Canadá 2-1 - En un difícil partido para los dirigidos del técnico Chelato Uclés. Con estos resultados Honduras, necesitaba de un empate para clasificar. 
Este lo consiguió el 16 de noviembre de 1981, ante la selección salvadoreña (0-0). Con este resultado, Honduras ganó por primera y única vez el Campeonato Concacaf y se clasificó por primera vez a un mundial adulto. En el partido final, Honduras se enfrentó a México. Los "Aztecas" necesitaban de una victoria el 22 de noviembre para clasificar. Pero no lo pudieron lograr ante una bien plantada defensa hondureña. El empate a cero goles significó no solo la eliminación de México, sino la clasificación de la selección de El Salvador.
Treinta años después (2012) de haber logrado la clasificación al mundial, el seleccionador hondureño dijo, "El haber clasificado al Mundial es mi tesoro más preciado. Ahora con el tiempo que pasa lo valoro más." Además, Chelato "nunca esconde su felicidad por los logros que ha obtenido en su vida. “Yo no solo tengo el récord de haber clasificado al Mundial, también la clasificación que se hizo en forma invicta. Después de eso Honduras no ha vuelto a quedar campeón de la Concacaf, se convirtió en la potencia y también fuimos campeones centroamericanos algo que nos dio el derecho a ser sedes de la hexagonal." agrega Chelato en una entrevista a diario La Prensa.

### España '82
La selección de fútbol de Honduras de Chelato Uclés debuta en su primer mundial, el 16 de junio de 1982, en el estadio Luis Casanova de Valencia. Para este campeonato mundial, el profesor Uclés incluyó en el plantel, a dos jugadores importantes que no participaron en la hexagonal. Gilberto Yearwood que se encontraba jugando en España y Porfirio Armando Betancourt, en substitución del goleador, Jimmy Bailey quien sufrió una lesión de gravedad.

En su primer partido mundialista, Honduras sorprendió al anfitrión España y a los 49,562 espectadores que se dieron cita para apoyar a "La Furia". Un gol tempranero de Héctor "Pecho" Zelaya al minuto 7' y la gran capacidad mostrada por el conjunto de Chelato Ucles, puso a los locales contra la pared. Fue hasta el minuto 69, mediante la vía de penal que los de la "Furia Roja" pudieron igualar el encuentro.
En su segunda presentación en La Romareda de Zaragoza el 21 de junio, ante 25,000 espectadores, la selección hondureña se enfrentó a la selección de Irlanda del Norte. En este partido, Honduras comenzó perdiendo con anotación de Armstrong al 9'. Honduras presionó durante gran parte del partido hasta conseguir el empate al 60' con gol de Tony Laing. Este jugador entró a la cancha justo cuando se cobraría un tiro de esquina. Laing llegó solo a cabecear el balón y mandarlo al fondo de la red y con ello establecer el empate final (1-1) ante los irlandeses. 
No obstante, la buena presentación del equipo de Chelato en los primeros dos partidos, este se vio afectado en el partido final contra la selección de Yugoslavia. Un dudoso penal, marcado por el árbitro chileno Gastón Edmundo Castro en contra de los hondureños sobre el final del partido, determinó el marcador a favor de Yugoslavia (1-0) y por ende la eliminación de Honduras a la siguiente fase. A pesar de lo ocurrido; el pueblo hondureño y la prensa internacional reconocieron la gran labor del equipo dirigido por Chelato Uclés.

### Eliminatorias de 1986 y 1990
Después de la experiencia en el mundial de España '82, los intentos de Chelato Uclés por regresar a otra copa del mundo con la selección catracha, terminaron en fracasos. El primer intento fue rumbo al mundial de México 1986; donde el combinado de Uclés fue eliminado en el último partido. 
En la primera ronda, Honduras dejó por fuera a la selección de fútbol de Panamá, al vencerla por 3-0 en Colón el 15 de junio de 1984. Posteriormente, la selección canalera cayó de visita por 0-1 y con estos resultados Honduras avanzó a la siguiente ronda. En la segunda etapa, la selección de Chelato Uclés dejó en el camino a las selecciones de El Salvador y Surinam.
En la última ronda, el combinado dirigido por Chelato enfrentó a Costa Rica el 11 de agosto de 1985 en San José (Costa Rica). Este encuentro terminó empatado a 2 goles por bando. El 25 del mismo mes, Honduras recibió a Canadá perdiendo 0-1. Sin embargo, Honduras se repuso y triunfó sobre Costa Rica de local por 3-1 el 8 de septiembre. En este estado de cosas, la selección Catracha debió viajar a St. John’s, Canadá con la obligación de ganar. Pero ello no se logró; los dirigidos por Uclés perdieron 0-2 y con ello perdió la oportunidad de clasificar a dos mundiales consecutivos.
Para Italia 1990, Chelato Ucles continuó al frente de la selección. Esta vez, la selección de Honduras tuvo una participación efímera, al quedar eliminada en dos partidos. El combinado de Chelato, fue incapaz de ganarle a Trinidad y Tobago el 30 de octubre de 1988 (0-0) en Puerto España. Posteriormente los "Socca Warriors" viajaron a Tegucigalpa, el 12 de noviembre de ese mismo ano y le sacaron un empate a un gol a la selección de Uclés. Debido al gol de visitante anotado por los trinitecos, estos eliminaron a Honduras del mundial Italia '90.

### El descalabro de Alemania '06
Al inicio del camino rumbo a Alemania '06, Rafael Callejas presidente de la FENAFUTH, presionado por gran parte de la prensa deportiva, designó a Chelato Uclés como director técnico de Honduras. Callejas deseaba un técnico con experiencia mundialista, por lo que la prensa señalaba a Uclés, no sólo con experiencia, sino por "bueno y barato."
La primera prueba de fuego para Chelato en este nuevo proceso, fue la Copa UNCAF de Panamá de 2003, torneo eliminatorio para asistir a la próxima Copa Oro. Pero Chelato no salió bien librado. Honduras, finalizó en cuarto lugar de la competencia y Honduras clasificó a una repesca para la Copa oro mediante un sorteo. 
Después de este descalabro, "el Profe" fue duramente criticado por la misma prensa que lo apoyó en un inicio. El 22 de febrero de 2003, Uclés declaró que ponía el cargo a la disposición de la Federación y consideró que "desde el principio todo estaba perdido". Porque "los jugadores nunca hicieron lo que el les mandó a hacer." 
Las declaraciones de Chelato no cayeron bien entre la afición y prensa hondureña, ya que de esta manera, admitió haber perdido el control del grupo, durante su estadía en Panamá. Posteriormente, se descubrieron cosas extra deportivas como: La influencia negativa de Carlos Pavón en el grupo, las argollas de Amado Guevara y Maynor Suazo, los viajes de compras, y la división del plantel.
A su regreso de Panamá, el presidente Callejas, otra vez, presionado por un sector de la prensa se vio obligado a destituir a José de la Paz Herrera. Este le entregó de forma temporal la selección al entrenador, Edwin Pavón quien clasificó y participó con Honduras en la Copa oro 2003.
Luego de la participación de Honduras en la Copa Oro 2003, la Fenafuth nombró al serbio, Belivor Bora Milutinović, como nuevo técnico de la selección de Honduras. La elección de Bora, causó un tremendo malestar, entre la prensa deportiva seguidora de Chelato, así como en el mismo técnico hondureño. Ambos, Chelato y gran parte de la prensa le hicieron la vida imposible al serbio con sus constantes agresiones verbales, hasta provocar su salida.
A su salida de Honduras; 'Bora' recomendó a Raúl Martínez Sambulá al directorio de la Federación, para que tomase las riendas de la selección "catracha". Con Sambulá al mando la selección de Honduras comenzó bien, derrotando a Costa Rica por 5-2 de visita. 
No obstante, los resultados siguientes le fueron adversos al nuevo cuerpo técnico. Luego de la derrota sufrida por Honduras a manos de Guatemala (0-1), la clasificación de Honduras estaba en riesgo. La Federación y prensa entraron en estado de pánico; veían venir otro fracaso, y le solicitaron Chelato salvar la situación. El entrenador Uclés aceptó de inmediato el cargo diciendo: “No es imposible ganarle a Costa Rica."
Honduras estaba obligada a ganar por un gol, y Chelato pensó que con 33 días de preparación lo podría lograr. Pero no fue así; en noviembre de 2004, las cosas no le salieron bien, Costa Rica de la mano del D.T. Jorge Luis Pinto, llegó a Honduras a conseguir su resultado. Por lo que el equipo 'Tico' se echó todo atrás y el equipo hondureño, que mantuvo durante casi todo el partido contra su portería a los costarricenses, no pudo con el cerrojo defensivo. De esta manera, el encuentro finalizó 0-0 y con ello Honduras quedó eliminada de Alemania 2006.

### Copa UNCAF
Luego de que Chelato Ucles, fracasó en su intento de clasificar a Honduras la ronda final de la eliminatoria rumbo a Alemania 2006, en el año 2005 - Chelato Uclés se quedó al mando de la selección. El país no quería saber nada de fútbol, después de tanta frustración, la afición se retiró de los estadios. Chelato tomó nota de ello y pensó que debía hacer algo, para levantar el ánimo de la gente. 
El adiestrador, preparó silenciosamente a su selección para enfrentar su próxima competencia, la Copa UNCAF 2005 a celebrarse en ciudad de Guatemala.
Para esta competencia, Uclés convocó a una mezcla de jugadores experimentados como: Wilmer Velásquez, Milton Núñez, Dani Turcios, así como los jóvenes, Carlos Morán y Marvin Chávez entre otros. En este torneo, Honduras se enfrentó a Nicaragua (5-1), Belice (4-0) y Guatemala (1-1). La escuadra de Chelato pasó a semifinales como primero de grupo, por mejor promedio de goles y le tocó enfrentar a la selección de Panamá. 
En semifinales, Honduras venció a Panamá por 1-0 con gol de Wílmer Velásquez al '72, y se ganó el derecho de enfrentar al ganador de la otra llave, la selección de Costa Rica. La final terminó empatada (1-1) y el torneo se definió por penales. Al término del encuentro, Costa Rica se coronó campeón por la vía de los penales. Esta participación, le permitió al equipo dirigido por Chelato Uclés clasificarse a la Copa Oro de la CONCACAF 2005. 

### Copa oro de la CONCACAF 2005
"Con la confianza puesta en la capacidad de sus jugadores, la Selección de Honduras dirigida por ...Chelato Uclés", buscaba "llegar hasta la etapa final de la Copa Oro" 2005. En entrevista con Notimex, el técnico aseguró que el cuadro está mucho más acoplado ya que "ya conozco muy bien a los jugadores, creo que hemos logrado conformar un buen equipo".
En esta Copa Oro, Honduras quedó en el grupo A, junto a Colombia, Trinidad y Tobago y Panamá. La selección de Honduras abrió el torneo el 6 de julio con un empate ante Trinidad y Tobago (1-1). El 10 de ese mismo en el Orange Bowl de Miami Honduras se enfrentó a Colombia y la derrotó por 2-1. El combinado de Chelato Ucles cerró su participación en la fase de grupos con una victoria sobre Panamá por 1-0.
El 16 de julio, en Gillete Stadium de Boston, Honduras enfrentó a Costa Rica en cuartos de final. El marcador final fue de 3 goles por 2, a favor de los Catrachos. Anotaron por Honduras, Wílmer Velásquez 6', Dani turcios al 27' y Milton Nuñez al 29'. Con este resultado los dirigidos por Chelato enfrentarían a los Estados Unidos en la fase semifinal.
El partido semifinal se llevó a cabo en el Giants Stadium ante unos 41,000 espectadores el 21 de julio de 2005. En esa fecha, Estados Unidos terminó con las aspiraciones del equipo de Chelato de avanzar a la final, al derrotarlo 2-1, con goles de John O'Brien y Oguchi Onyewu sobre el final del partido. 

### Copa UNCAF 2007
El 6 de enero de 2007, el entrenador interino de la selección de Honduras; el honduro-brasileño Flavio Ortega sufrió una hemorragia cerebral. A consecuencia de ello, la selección de fútbol de Honduras se quedó sin entrenador para enfrentar el torneo de la Copa UNCAF 2007 (clasificatorio para la Copa oro 2007) a celebrarse entre el 8 y 18 de febrero en San Salvador.
Debido a esta situación; la Fenafuth solicitó a Chelato Uclés, hacerse cargo del representativo catracho para dicho certamen. Chelato no lo pensó, aceptó el cargo y dijo “Cuando se trata de servir al país no puede haber negativas, si consideran que puedo hacer algo por Honduras no puedo decir que no."
En aquella oportunidad, el equipo del "maestro" Uclés no tuvo un buen torneo. El equipo de Chelato debutó perdiendo contra la escuadra de Costa Rica por marcador de 1-3. Luego Honduras empató 1-1 con Panamá. Estos resultados eliminaron al representativo hondureño del título, y lo obligaron a jugar un partido de repechaje clasificatorio con Nicaragua rumbo a la Copa Oro 2007.
En el partido de repesca, Honduras derrotó 9-1 a Nicaragua y clasificó a la Copa de Oro de la Concacaf. A su llegada a Honduras, Chelato le entregó el mando de la selección al nuevo D.T. Reinaldo Rueda y aseguró; que nunca más regresaría a dirigir la selección de fútbol de Honduras, marcando así el fin de una era, en la historia del fútbol de Honduras.

## Clubes
| Club                       | País       | Año       |
| -------------------------- | ---------- | --------- |
| Motagua                    | Honduras   | 1969-1970 |
| Real España                | Honduras   | 1971-1977 |
| Broncos                    | Honduras   | 1978-1980 |
| Universidad                | Honduras   | 1983-1985 |
| Santos Laguna              | México     | 1990-1991 |
| Club Deportivo Olimpia     | Honduras   | 1992-1997 |
| Club Sport Cartaginés      | Costa Rica | 1998-1999 |
| Club Deportivo Marathón    | Honduras   | 2001-2008 |
| Club Deportivo Platense    | Honduras   | 2008-2009 |
| Real Club Deportivo España | Honduras   | 2012      |
| Jaguares de UPNFM          | Honduras   | 2012-2013 |

## Palmarés

### Campeonatos nacionales
| Título                              | Club                    | País     | Año     |
| ----------------------------------- | ----------------------- | -------- | ------- |
| Liga Nacional de Honduras           | Real España             | Honduras | 1974    |
| Liga Nacional de Honduras           | Club Deportivo Olimpia  | Honduras | 1992    |
| Liga Nacional de Honduras           | Club Deportivo Olimpia  | Honduras | 1997    |
| Liga Nacional de Honduras, clausura | Club Deportivo Marathón | Honduras | 2001-02 |
| Liga Nacional de Honduras, clausura | Club Deportivo Olimpia  | Honduras | 2003-04 |

### Copas internacionales
| Título                                | Equipo (*)         | País     | Año  |
| ------------------------------------- | ------------------ | -------- | ---- |
| Copa Fraternidad Centroamericana      | Broncos            | Honduras | 1980 |
| Campeonato de Naciones de la Concacaf | Selección nacional | Honduras | 1981 |

(*) Incluyendo la selección

## Rendimiento en eliminatorias
(Copa Mundial de Fútbol - Copa de Oro)
- 1980 Pre-pre-Mundial de Centro América (Clasificó)
- 1981 Eliminatorias Rumbo a España 1982 (Clasificó)
- 1982 Mundial de España 1982 ( Primera Fase )
- 1985 Eliminatorias Rumbo a México 1986 (No clasificó)
- 1988 Eliminatorias Rumbo a Italia 1990 (No clasificó)
- 1999 Mundial Juvenil de Nigeria 1999 ( Primera fase )
- 2003 Copa UNCAF en Panamá (Eliminatoria) Copa de Oro(No clasificó)
- 2004 Eliminatorias Rumbo a Alemania 2006 (No clasificó)
- 2005 Copa UNCAF en Guatemala (Eliminatoria Copa de Oro)
- 2005 Copa de Oro de la Concacaf (Ocupó el Tercer Lugar)
- 2007 Copa UNCAF primera fase